# جدن چارلز
جدن چارلز (انگلیسی: Jaden Charles؛ زادهٔ ۲۵ ژانویهٔ ۲۰۰۲) بازیکن فوتبال است.

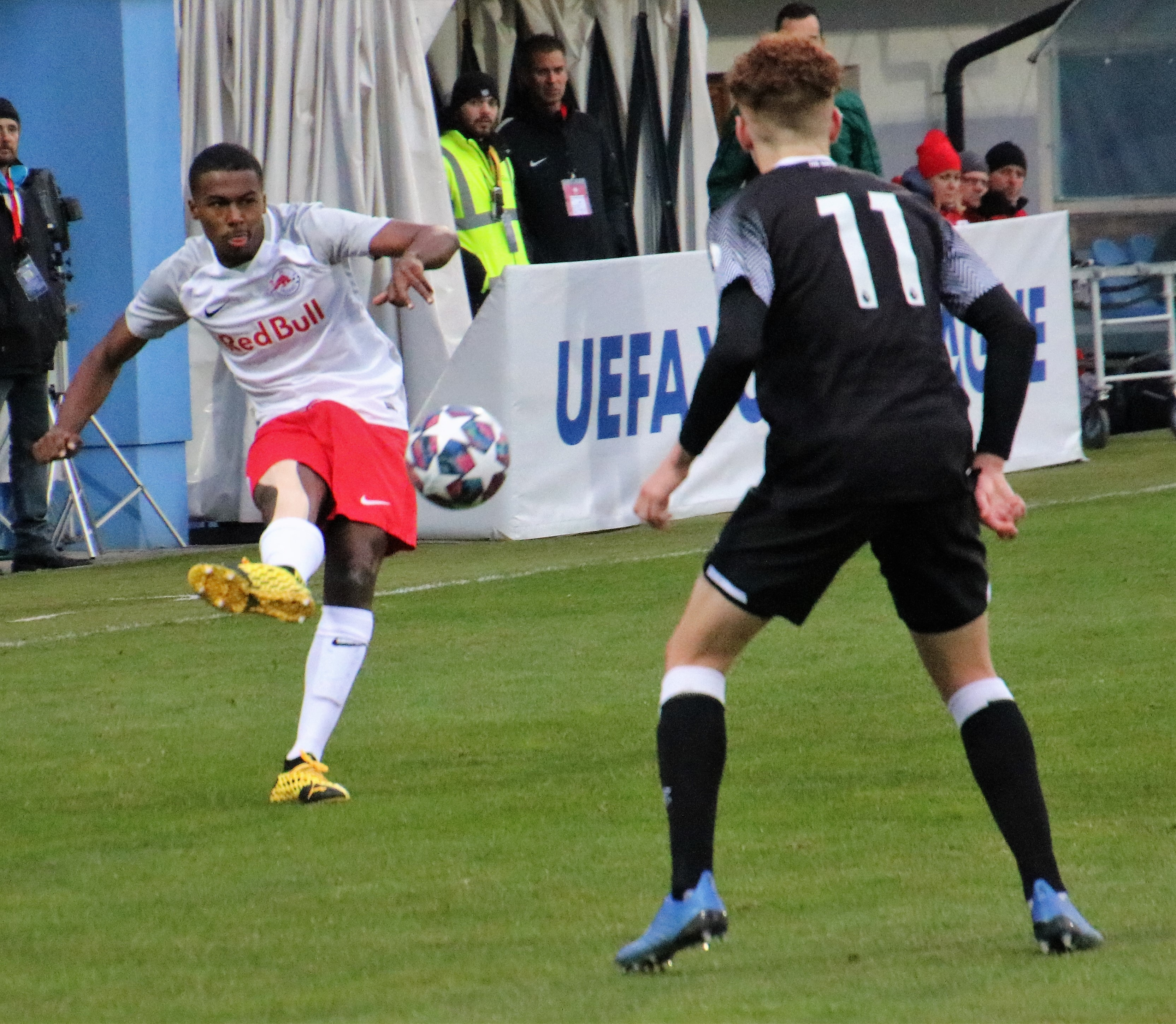
جدن چارلز (لباس مشکی پیراهن ۱۱) - ۲۰۲۰

وی همچنین در تیم ملی فوتبال Republic of Ireland U18 بازی کرده‌است.